# 旧神戸ユニオン教会

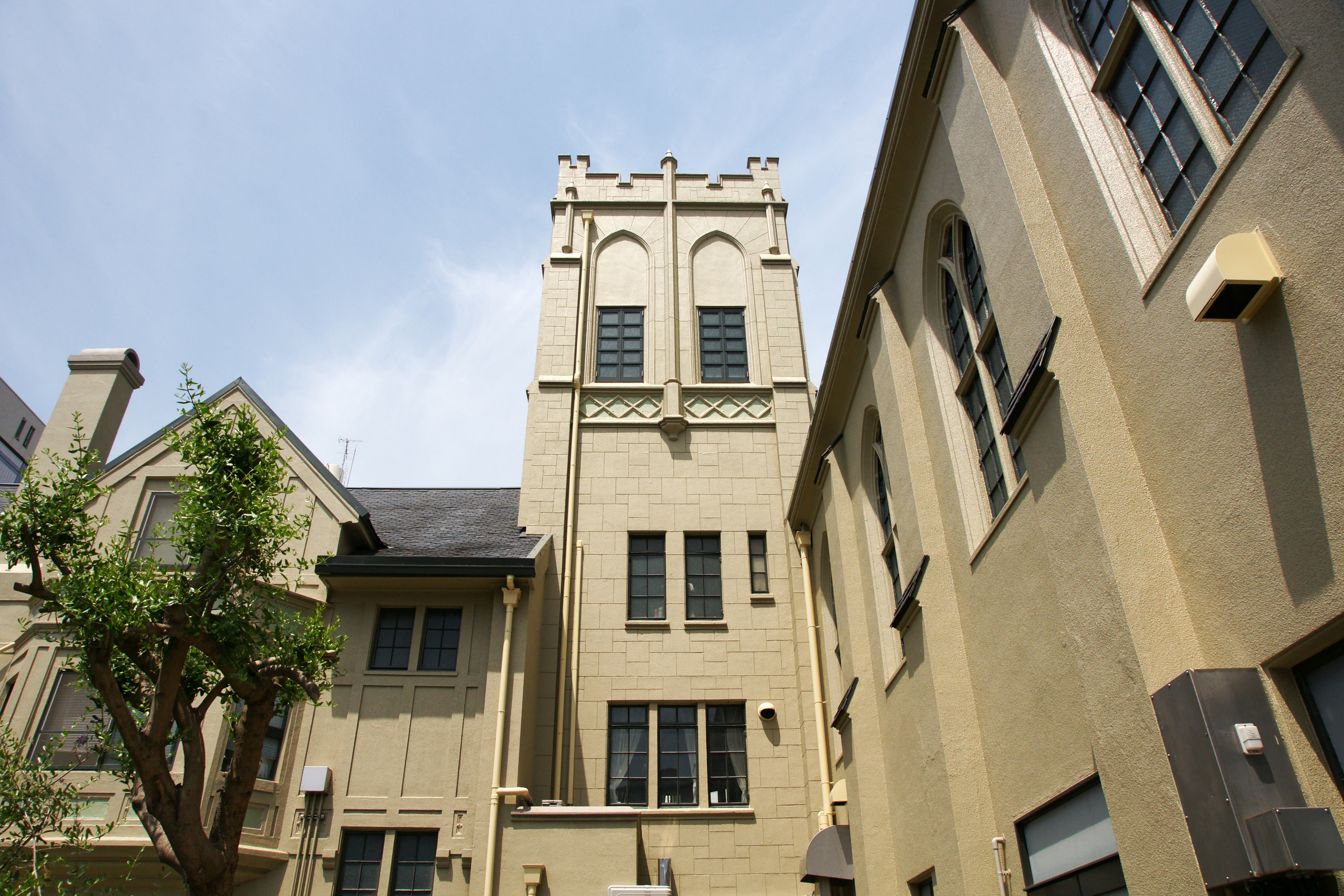
東（中庭）側外観

旧神戸ユニオン教会堂（きゅうこうべユニオンきょうかいどう）は、兵庫県神戸市中央区にある歴史的建造物。国の登録有形文化財。

## 概要

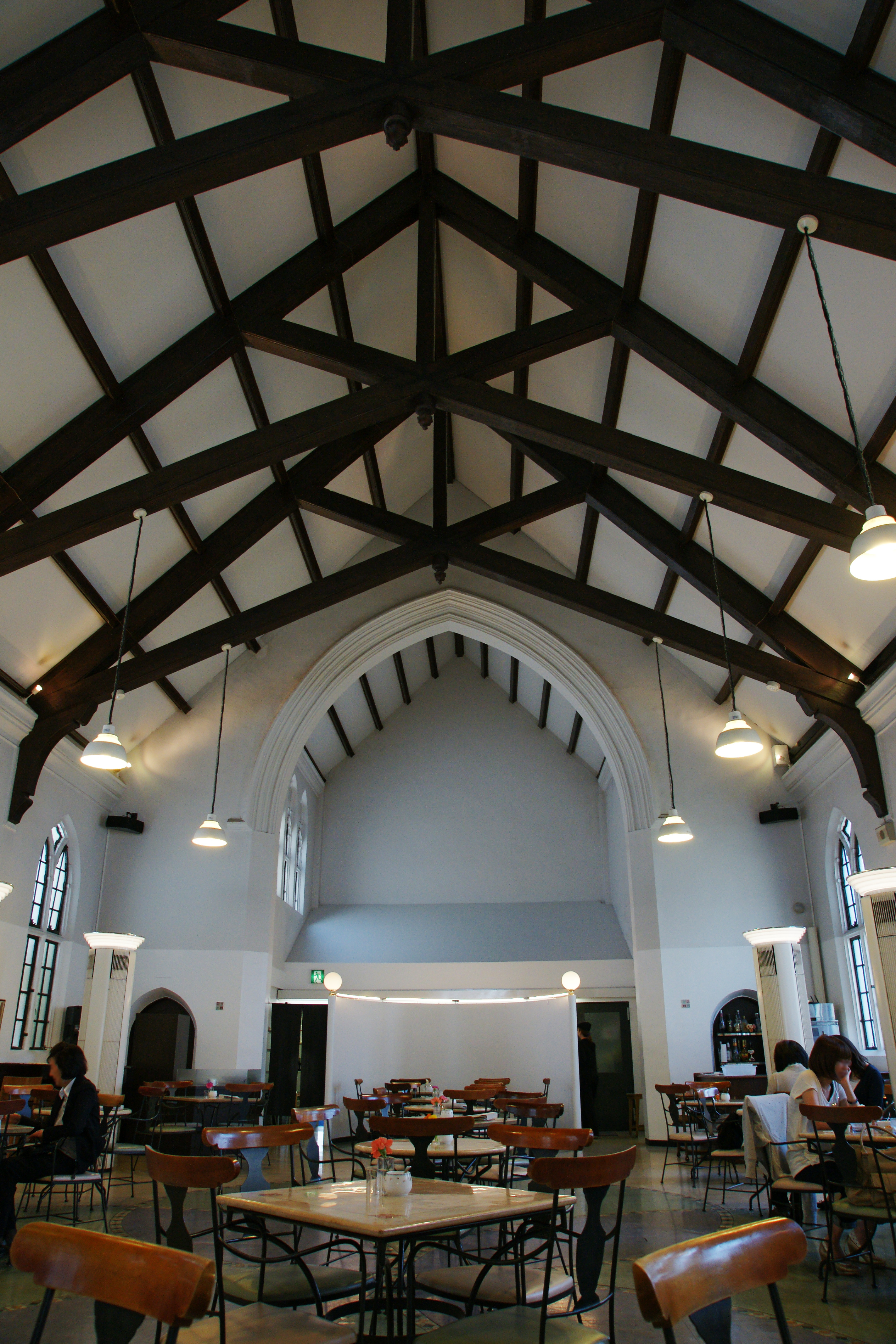
旧聖堂内部

三宮から新神戸に向かう坂の途中に建つ建築家W.M.ヴォーリズ設計によるゴシックスタイルの教会建築である。1929年の竣工以来、神戸ユニオン教会の会堂として使用されてきたが、阪神・淡路大震災で被害を受けた後は老舗ベーカリーフロインドリーブが買い取り、改装して、ジャーマンベーカリーの店舗及びカフェとして活用されている。

## 建築データ
- 設計 - ウィリアム・メレル・ヴォーリズ
- 施工 - 竹中工務店
- 竣工  - 1929年
- 構造 - RC造
- 規模 - 地上2階
- 所在地 - 〒651-0092 兵庫県神戸市中央区生田町4-6-15
- 備考 -  国の登録有形文化財（「フロインドリーブ本店」として1999年登録）、2001 BELCA賞ベストリフォーム部門

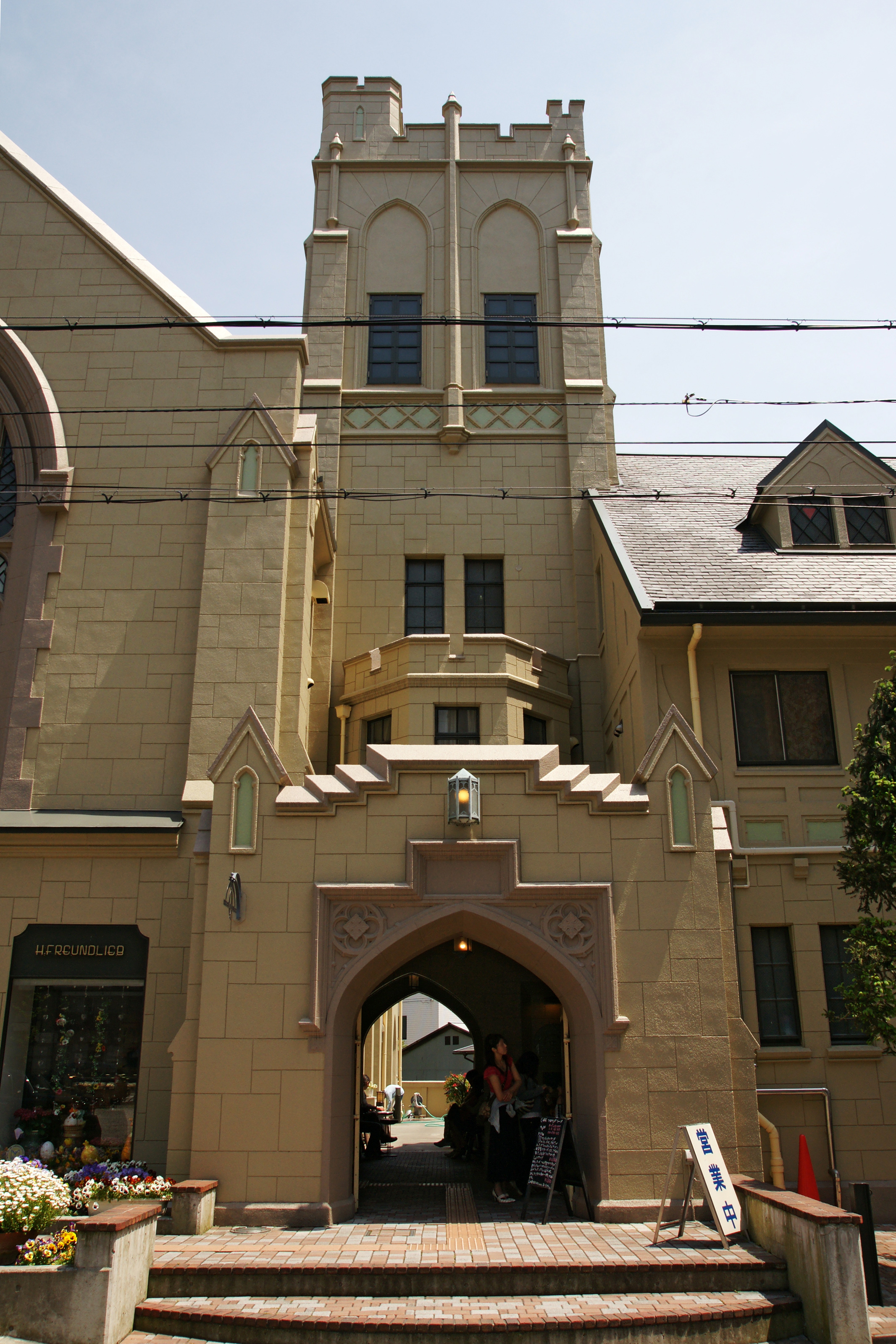
ファザード
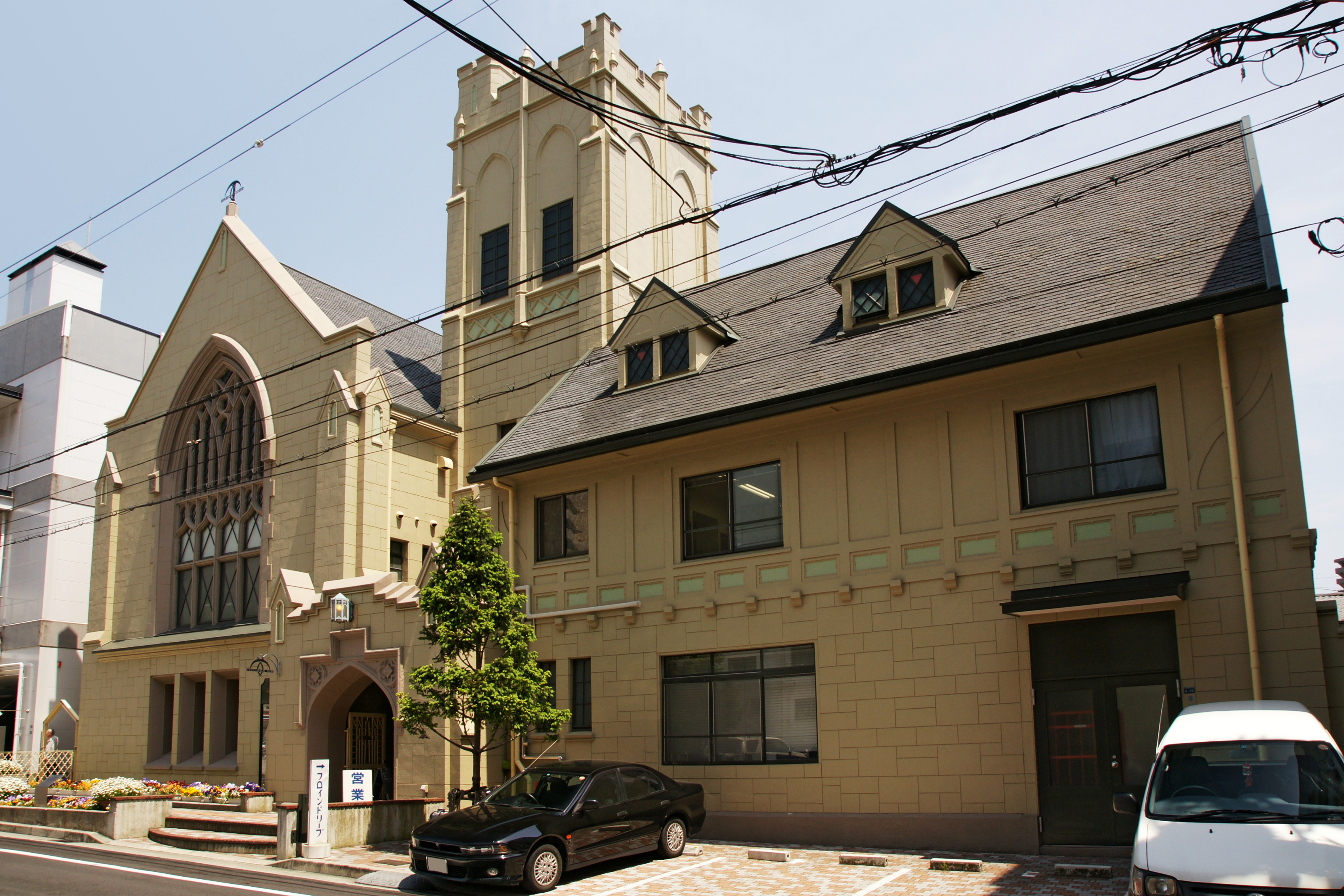
東側外観
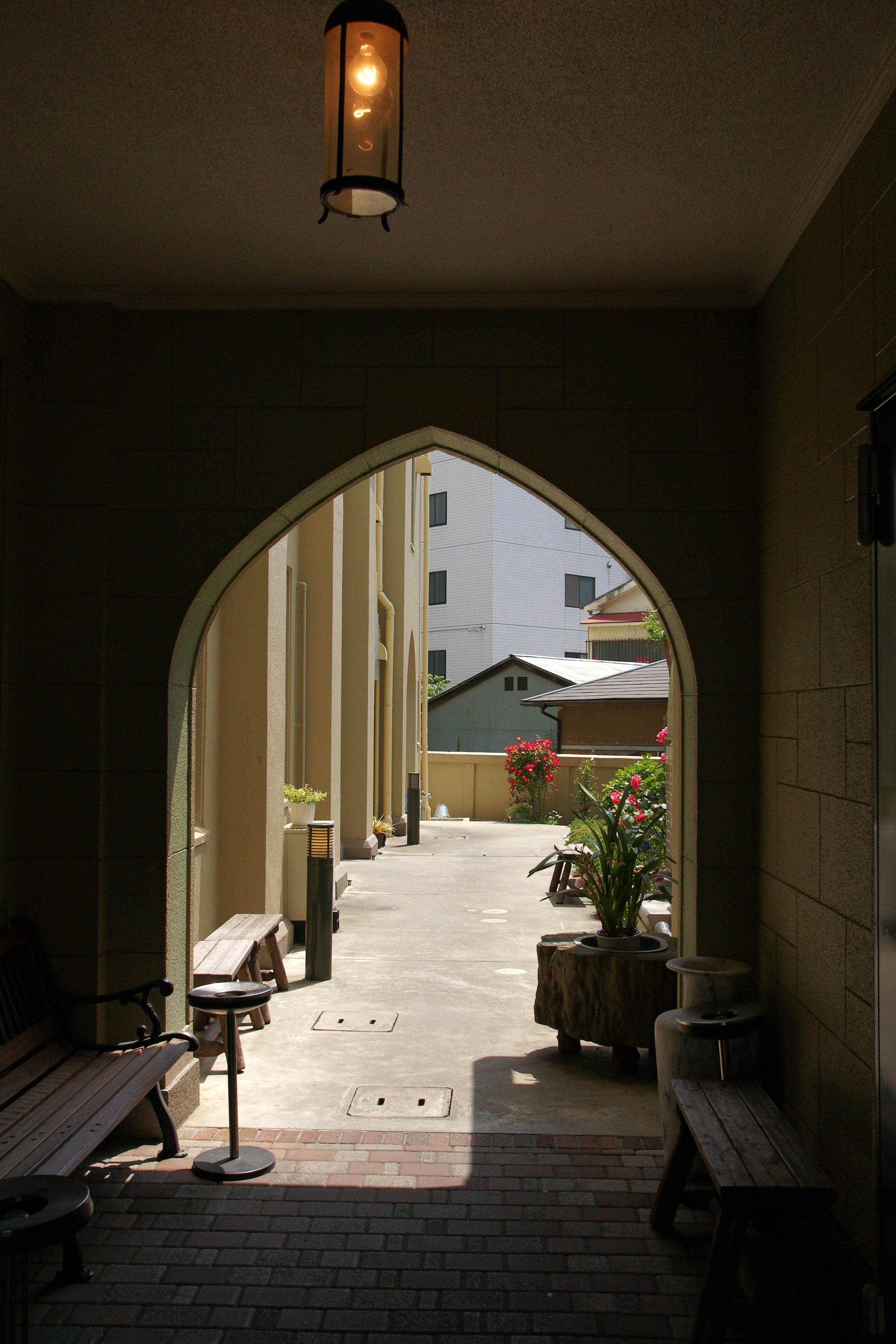
中庭
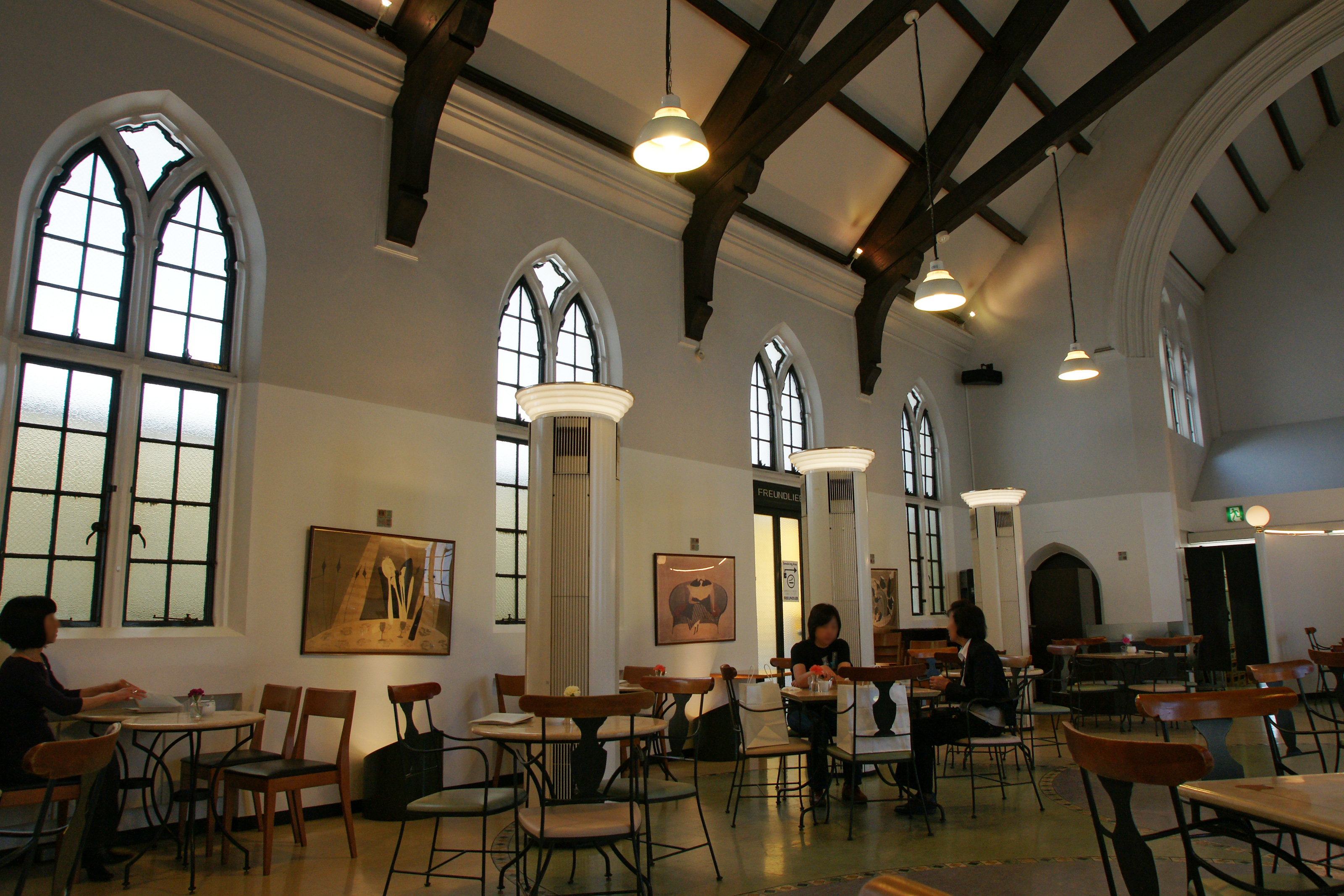
旧聖堂内部

## 交通アクセス
- 山陽新幹線 新神戸駅 徒歩6分
- 阪神本線 神戸三宮駅 徒歩8分
- 阪急神戸線 神戸三宮駅 徒歩8分
- 神戸市営地下鉄西神・山手線 三宮駅 徒歩8分
- JR神戸線 三ノ宮駅 徒歩8分

## 周辺情報
- 新神戸オリエンタルシティ
  - クラウンプラザ神戸（旧：新神戸オリエンタルホテル）
  - 新神戸オリエンタルアベニュー
  - 新神戸オリエンタル劇場
- 布引公園
- 城山展望公園
- 布引の滝
- 徳光院
- 北野町山本通（異人館通り）
- ハンター坂
- パールストリート
- 神戸布引ロープウェイ　北野1丁目駅
- 布引ハーブ園
- 北野遊歩道
- 神戸外国倶楽部
- ジャイナ教寺院
- 神戸モスク（神戸回教寺院）
- 関西ユダヤ教会
- 神戸バプテスト教会